# Cierre del Gobierno de los Estados Unidos

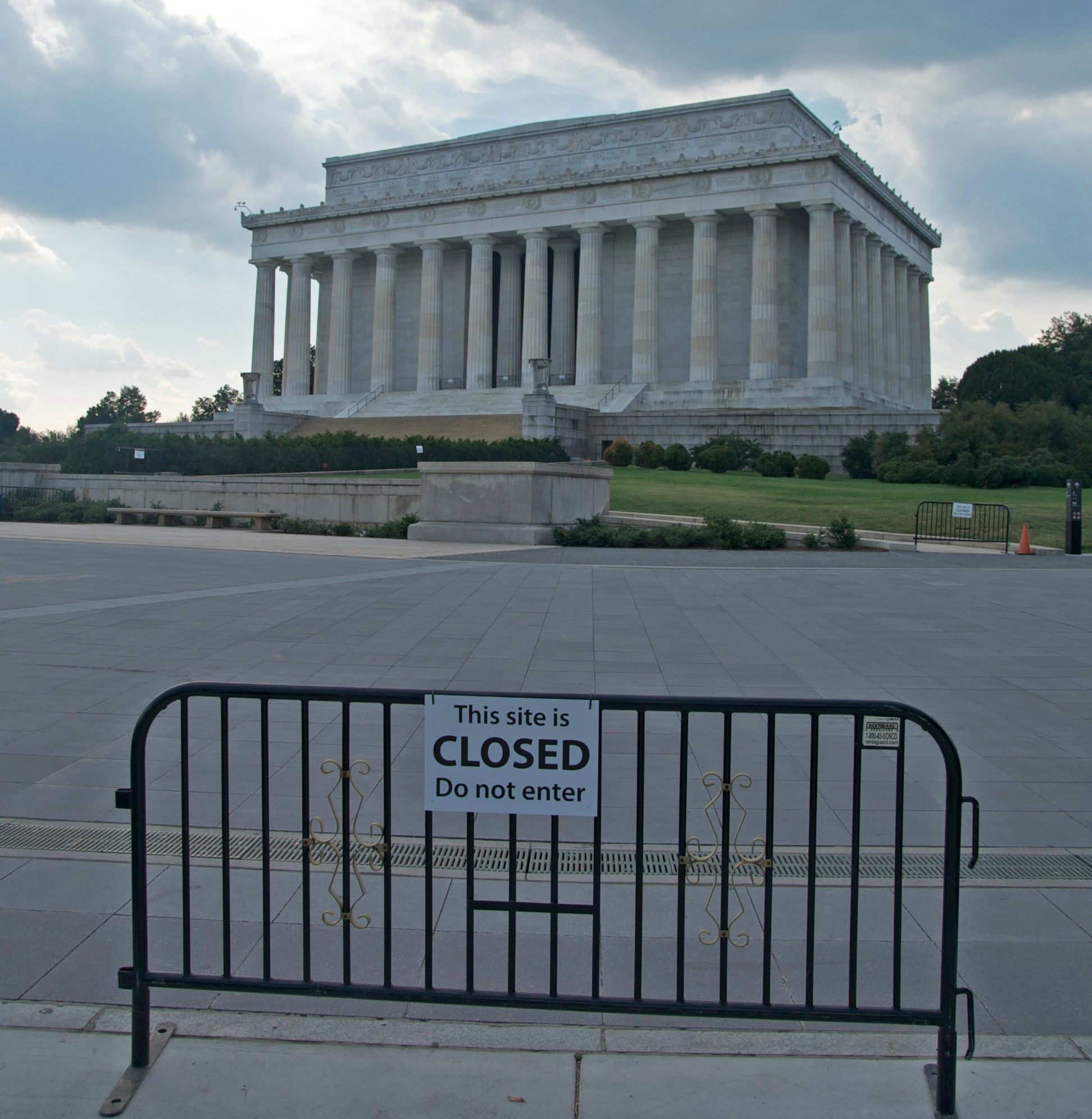
El Monumento a Lincoln cerrado durante el cierre del Gobierno federal del 2013.

En la política de los Estados Unidos, un cierre de la Administración o cierre del Gobierno (en inglés government shutdown), es una situación en la que el gobierno suspende la prestación de todos los servicios públicos, menos los considerados como «esenciales». De forma general, los servicios del Gobierno Federal de los Estados Unidos que continúan en activo a pesar de la parada son: el Servicio Meteorológico Nacional y sus agencias filiales; los servicios médicos de las instalaciones federales; el servicio postal; las fuerzas armadas; el control del tráfico aéreo; y las prisiones. En cierta medida, un cierre del Gobierno es similar a un cierre patronal del sector privado.

## Denominación
En el idioma inglés se utiliza el término government shutdown (literalmente «cierre del Gobierno», o «paro del Gobierno»). Sin embargo, en la bibliografía especializada en el idioma español es mucho más frecuente encontrar el término «cierre de la Administración», ya que su significado se amolda más a la realidad del fenómeno. Además de ser el recomendado por las fuentes lingüísticas.

## Funcionamiento

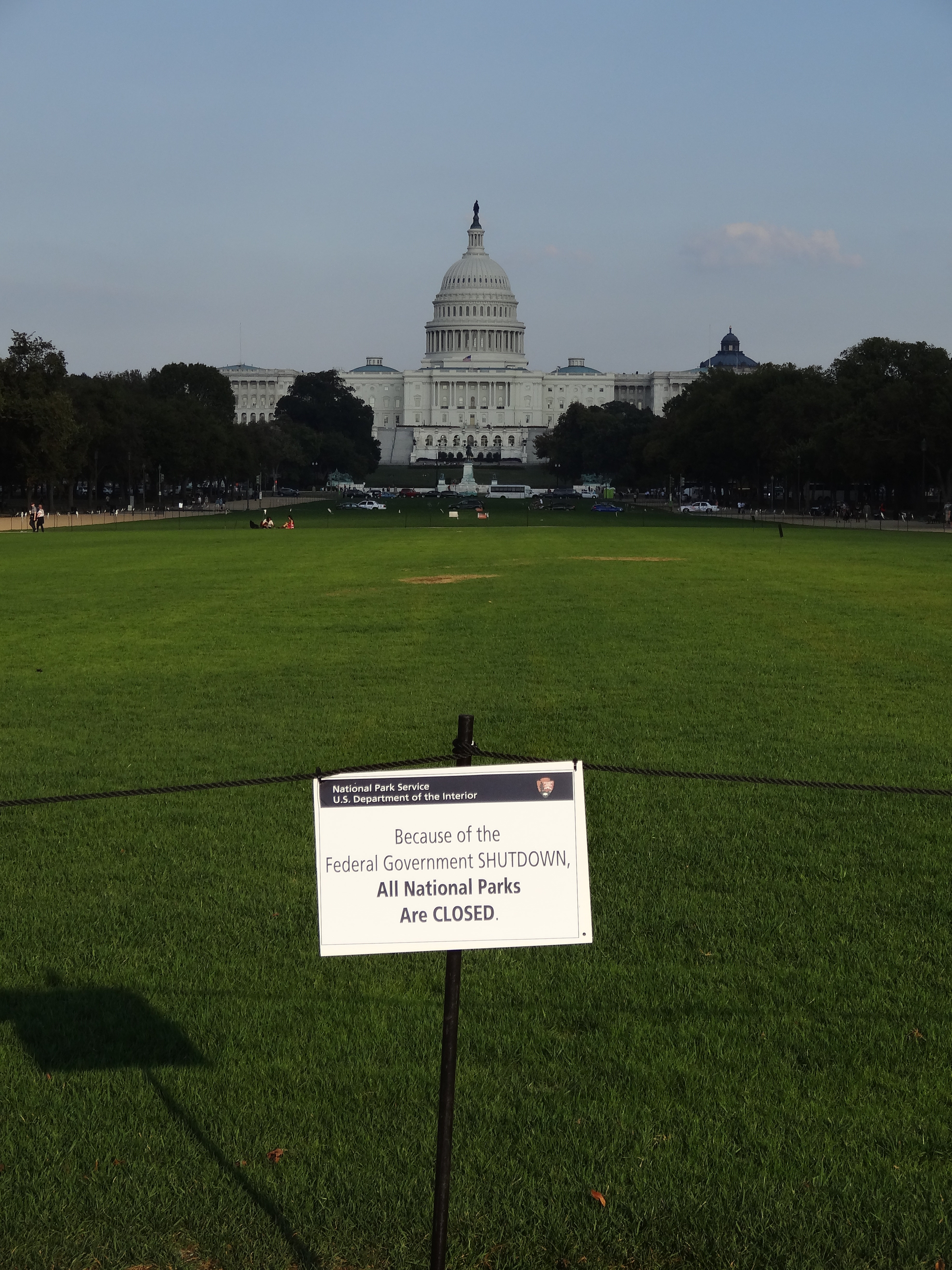
El National Mall cerrado durante el cierre del Gobierno de 2013.

La separación de poderes que establece la Constitución de los Estados Unidos permite que las diferentes ramas del gobierno federal sean controladas por diferentes grupos políticos. En el caso del presupuesto federal, es el Congreso —formado por el Senado y la Cámara de Representantes— quien debe consensuar y aprobar el presupuesto, el cual es refrendado después por el Presidente. Si la presidencia del Estado veta el presupuesto, este vuelve al Congreso, donde se puede superar el veto presidencial con el voto de dos tercios de ambas Cámaras.
El cierre del Gobierno suele ocurrir cuando el presidente y una o ambas cámaras del Congreso no pueden resolver los desacuerdos sobre las asignaciones presupuestarias antes de que finalice el ciclo presupuestario existente.
Inicialmente, muchas agencias federales continuaron operando durante los cierres, mientras minimizaban todas las operaciones y obligaciones no esenciales, creyendo que el Congreso no tenía la intención de que las agencias cerraran mientras esperaban la promulgación de apropiaciones anuales o apropiaciones temporales. Sin embargo, en 1980 y 1981, el fiscal general Benjamin Civiletti emitió dos opiniones que interpretaban más estrictamente la Antideficiency Act en el contexto de una brecha de financiamiento, junto con sus excepciones. Las opiniones indicaron que, con algunas excepciones, el jefe de una agencia podría evitar violar la Ley solo suspendiendo las operaciones de la agencia hasta la promulgación de una apropiación. En ausencia de apropiaciones, las excepciones se permitirán solo cuando exista alguna conexión razonable y articulable entre la función a realizar y la seguridad de la vida humana o la protección de la propiedad. Sin embargo, incluso después de las opiniones de Civiletti, no todas las brechas de financiación llevaron a cierres. De las nueve brechas de financiamiento entre 1980 y 1990, solo cuatro dieron lugar a permisos.
Los cierres de gobierno del tipo experimentado por los Estados Unidos son casi imposibles en otras formas de gobierno. Bajo el sistema parlamentario utilizado en la mayoría de los Estados europeos, el poder ejecutivo como el legislativo no están separados, con el parlamento desde su seno designando a todos los funcionarios ejecutivos que son controlados por el mismo partido político mayoritario o coalición, típicamente llamados «ministros», y normalmente se desencadena una elección si no se aprueba un presupuesto. Incluso sin un presupuesto aprobado, el del año anterior generalmente se usa automáticamente. En muchas otras formas de gobierno no parlamentarias, una rama ejecutiva fuerte generalmente tiene la autoridad para mantener el funcionamiento del gobierno incluso sin un presupuesto aprobado.

## Efectos
Un cierre de la administración federal provoca la baja de un gran número de empleados públicos, dado no ejercen sus funciones ni son remunerados. El personal militar y los empleados esenciales no son dados de baja, pero puede que no se les pague el salario correspondiente a las jornadas que trabajen durante el cierre.
Los servicios del Estado que cesan durante el cierre se determinan en función del remanente del presupuesto asignado a la Administración del Estado. Sea como sea, algunos servicios específicos siempre han cesado sus actividades en todos los cierres del pasado, como es el caso de los parques nacionales y las oficinas de pasaportes. El personal esencial no cesa sus actividades, incluido el personal militar, el personal de las agencias federales de seguridad, los doctores y enfermeras que trabajan en los hospitales federales y los controladores aéreos. Los miembros del Congreso siguen cobrando, ya que su paga no puede ser alterada excepto por una ley ad hoc. Además, el Servicio Postal de los Estados Unidos no se interrumpe, ya que es un servicio autónomo.
Las paradas en el pasado también han afectado al gobierno municipal de Washington D. C., cerrando las escuelas y los servicios públicos, como la recogida de basura.

## Lista de cierres del Gobierno de los Estados Unidos

### Gobierno federal
El Gobierno federal de los Estados Unidos ha procedido a un cierre de la Administración en 19 ocasiones desde el año 1976.
| Año         | Fecha de inicio  | Fecha de fin       | Total de días | Contexto |
| ----------- | ---------------- | ------------------ | ------------- | --- |
| 1976        | 30 de septiembre | 11 de octubre      | 10            | Citado de control del gasto, el presidente Gerald Ford creó un proyecto de financiación del Departamento de Trabajo y el Departamento de Salud, Educación y Bienestar (HEW) —actual Departamento de Salud y Servicios Sociales—, dando lugar a un cierre parcial del gobierno. El 1 de octubre, el Congreso controlado por los demócratas anuló el cierre de Ford, pero no fue hasta el 11 de octubre cuando una resolución de continuidad terminó con el bloqueo de fondos de otras partes del gobierno para convertirse en ley. |
| 1977        | 30 de septiembre | 13 de octubre      | 12            | La Cámara baja, controlada por los demócratas, siguió manteniendo la prohibición de utilizar dinero de Medicaid para pagar por abortos, excepto en los casos en que la vida de la madre corría peligro. Mientras tanto, la Cámara alta, controlada por los demócratas, presionaba para echar abajo la prohibición de financiar el aborto en caso de violación o incesto. Así, se creó un bloqueo de la financiación cuando se ligó el bloqueo de los presupuestos a la financiación del Departamento de Salud, Educación y Bienestar (HEW) —actual Departamento de Salud y Servicios Sociales—, que condujo a un cese parcial de la Administración. Al final, se llegó a un acuerdo temporal para restaurar los fondos hasta el 31 de octubre de 1977, ganando tiempo para que el Congreso pudiera resolver su disputa.                              |
| 1977        | 31 de octubre    | 9 de noviembre     | 8             | Cuando el acuerdo de financiación anterior temporal expiró, el presidente Jimmy Carter firmó un segundo acuerdo de financiación para otorgar más tiempo a las negociaciones. |
| 1977        | 30 de noviembre  | 9 de diciembre     | 8             | El segundo acuerdo de financiación temporal expiró. La Cámara de Representantes se mantuvo firme contra las exigencias del Senado de prohibir el pago de Medicaid para los abortos de las víctimas de violación de menores. Al final se adoptó un acuerdo que permitía que Medicaid pagase por abortos en los casos resultantes de la violación, el incesto, o en los que la salud de la madre está en riesgo. |
| 1978        | 30 de septiembre | 18 de octubre      | 18            | Al considerarlos un derroche, el presidente Carter vetó un proyecto de apropiaciones de varias obras públicas y otro de defensa, el cual incluía la financiación de un portaaviones de propulsión nuclear. De forma adicional, el presupuesto para el Departamento de Salud, Educación y Bienestar (HEW) —actual Departamento de Salud y Servicios Sociales— también se retrasó por las disputas en materia de la financiación por parte de Medicaid del aborto. |
| 1979        | 30 de septiembre | 12 de octubre      | 11            | Con la oposición del Senado, la Cámara de Representantes subió un 5,5 % el sueldo de los congresistas y altos funcionarios de la cámara. Además, trató de restringir el gasto federal sobre el aborto sólo para los casos en que la vida de la madre está en peligro, mientras que el Senado quería mantener el financiamiento de abortos en casos de violación e incesto. |
| 1981        | 20 de noviembre  | 23 de noviembre    | 2             | El presidente Ronald Reagan prometió que vetaría cualquier ley de gastos que no incluyese al menos la mitad de los 8400 millones de dólares de recorte presupuestario que había prometido a la ciudadanía. Aunque el Senado estaba controlado por los republicanos e intentaron aprobar una ley acorde a las intenciones de Reagan, los demócratas controlaban la Cámara de Representantes e insistieron en mayores recortes a la defensa de los que Reagan quería y el ajuste salarial de personal civil. El proyecto presentado excedía en 2000 millones de dólares el límite mínimo de reducción presupuestaria de Reagan, por lo que vetó el proyecto y cesó las actividades de la Administración Federal. Un proyecto temporal amplió los presupuestos hasta el 15 de diciembre y dio al Congreso tiempo para llegar a un acuerdo más duradero. |
| 1982        | 30 de septiembre | 2 de octubre       | 1             | El Congreso aprobó los proyectos de ley necesarios con un día de retraso. |
| 1982        | 17 de diciembre  | 21 de diciembre    | 3             | La Cámara de Representantes, controlada por los demócratas, y el Senado, controlado por los republicanos, pretendían financiar un plan de estímulo laboral, pero el presidente Reagan se había comprometido a vetar cualquier legislación al respecto. Además, la Cámara de representantes se opuso a financiar el misil MX. El cese de la Administración no terminó hasta que el Congreso descartó financiar el plan laboral, pero Reagan se vio obligado a aceptar la financiación tanto del misil MX como del Pershing II. También se acabaron aprobando los fondos para la Legal Services Corporation, una entidad de asistencia jurídica gratuita, a cambio de aumentar la ayuda exterior a Israel. |
| 1983        | 10 de noviembre  | 14 de noviembre    | 3             | La Cámara de Representantes, controlada por los demócratas, aumentó la partida presupuestaria dedicada a financiar la educación y recortó las de defensa y el ayuda exterior, lo que llevó a una disputa con el presidente Reagan. Finalmente, la Cámara redujo la financiación de la educación propuesta y aceptó la financiación para el misil misil MX a cambio de mantener los recortes a la ayuda exterior y la defensa. Además, se prohibieron las explotaciones petrolíferas en las reservas naturales federales —las que dependen del FWS— y se quitó el aborto de la lista de servicios pagados por el seguro médico de los empleados del gobierno. |
| 1984        | 30 de septiembre | 3 de octubre       | 2             | La Cámara de Representantes trató de vincular un plan contra el crimen que Reagan apoyaba con un plan de recursos hídricos que no apoyaba. El Senado, además, quiso condicionar los presupuestos a una medida relacionada con los derechos civiles que tenía por objetivo acabar con la disputa judicial de Grove City College contra Bell. Reagan trató de ceder con el plan contra el crimen a cambio de que el Congreso descartase aprobar los planes hídricos, pero no se alcanzó ningún acuerdo y se extendió el presupuesto vigente durante tres días más. |
| 1984        | 3 de octubre     | 5 de octubre       | 1             | La ampliación anteriormente citada venció a los tres días, lo que obligó el cierre del Gobierno. El Congreso abandonó sus planes pero Ronald Reagan consiguió que se financiase el plan contra el crimen. También se aprobaron fondos para apoyar a los contras nicaragüenses. |
| 1986        | 16 de octubre    | 18 de octubre      | 1             | Una disputa sobre varios temas entre la Cámara de Representantes, demócrata, y el presidente Reagan y el Senado. republicano, obligó a un cese de la Administración. La Cámara de Representantes acabó cediendo en muchas de sus demandas a cambio de una votación sobre su paquete de medidas sociales y la venta de Conrail, de propiedad estatal. |
| 1987        | 18 de diciembre  | 20 de diciembre    | 1             | Los demócratas, que controlaban tanto la Cámara de Representantes como el Senado, se opusieron a seguir financiando a los Contras y demandaban que la Comisión Federal de Comunicaciones aplicase la Fairness Doctrine, una doctrina que obligaba a los medios a tratar temas polémicos y de actualidad desde un punto de vista neutral. Se acabó aprobando la Fairness Doctrine a cambio de enviar ayuda, aunque no letal, a los Contras. |
| 1990        | 5 de octubre     | 9 de octubre       | 4             | El presidente George Bush padre había prometido vetar cualquier «resolución de continuidad», un medio de financiar a las agencias federales sin la aprobación de una ley, siempre y cuando conllevase una reducción del déficit, pero no era así. La Cámara de Representantes no pudo evitar el cese de la Administración. Posteriormente, el Congreso aprobó una «resolución de continuidad» con medidas de reducción del déficit que Bush firmó para poner fin al paro. |
| 1995        | 13 de noviembre  | 19 de noviembre    | 5             | El cierre de 1995 y 1996 se debió al veto del presidente Bill Clinton a una «resolución de continuidad», un medio de financiar a las agencias federales sin la aprobación de una ley, aprobada por el Congreso, entonces republicano. Se alcanzó un acuerdo que permitía la financiación del 75 por ciento del proyecto durante cuatro semanas, y Clinton accedió a seguir un plan a siete años vista para reducir el déficit en el presupuesto general. |
| 1995        | 16 de diciembre  | 6 de enero de 1996 | 21            | Posteriormente, los republicanos exigieron al presidente Bill Clinton que aceptase el plan de control del déficit de siete años propuesto por la Congressional Budget Office, la agencia que provee de datos económicos al Congreso, en lugar del propuesto por Oficina de Administración y Presupuesto que deseaba Clinton; pero este se negó. Al final el Congreso y Clinton adoptaron un compromiso de aprobar un presupuesto. |
| 2013        | 1 de octubre     | 17 de octubre      | 16            | Debido a un desacuerdo sobre la financiación de la Ley de Protección al Paciente y Cuidado de Salud Asequible, no se llegó a aprobar la ley de presupuestos a tiempo. Acuerdo de mínimos el día 16 de octubre para la ampliación de la financiación de las actividades del gobierno hasta el 15 de enero de 2014. |
| 2018        | 20 de enero      | 22 de enero        | 2             | Primer cierre del gobierno de EE. UU. en 2018. Es el primer cierre de gobierno desde la presidencia de Donald Trump que ocurre con la Cámara de Representantes, el Senado y el poder ejecutivo controlados por un mismo partido. |
| 2018        | 9 de febrero     | 9 de febrero       | 1             | Segundo cierre del gobierno de EE. UU. en 2018. Se dio porque el senador republicano Rand Paul bloqueó la votación en protesta por el aumento del gasto y del endeudamiento que prevén las cuentas. Este proyecto presupuestario fue acordado esta semana entre los republicanos y la dirección demócrata, y tiene el aval de la Casa Blanca. La propuesta aprobada en el Senado pasa ahora a la Cámara de Representantes, que también tiene previsto votarla esta madrugada para permitir una rápida reapertura de la Administración y limitar, así, las consecuencias del cierre. |
| 2018 - 2019 | 22 de diciembre  | 25 de enero        | 35            | Cierre parcial del Gobierno Federal de los Estados Unidos de 2018-2019. Cierre parcial ante la negativa demócrata de autorizar cinco mil millones de dólares para la construcción del muro fronterizo con México y la oposición del presidente Trump a promulgar leyes que no impliquen dicha suma para el muro. El 25 de enero de 2019, el presidente Trump reabre el gobierno de manera parcial hasta el próximo 15 de febrero, esto como medida límite para llegar a un acuerdo con el senado de los Estados Unidos, dando a conocer que de no llegar a un acuerdo para dicha fecha, él mismo se encargará de los asuntos de seguridad del país. |

#### Gobiernos locales
- Condado de Erie en 2005, cierre del Gobierno de Nueva York.[17][18][19]
- Cierre del Gobierno del Estado de Minnesota en 2005, durante las dos primeras semanas de julio.[20]
- Cierre del Gobierno del Estado de Nueva Jersey de 2006.
- Cierre del Gobierno del Estado de Pensilvania de 2007.[21][22]
- Cierre del Gobierno del Estado de Minnesota de 2011.[23]